# Limenitis insularis
Limenitis insularis är en fjärilsart som beskrevs av Hans Fruhstorfer 1915. Limenitis insularis ingår i släktet Limenitis och familjen praktfjärilar. Inga underarter finns listade i Catalogue of Life.